# Erik Stensiö
Erik Helge Osvald Stensiö, före 1917 Andersson, född 2 oktober 1891 i Döderhults socken, död 11 januari 1984 i Danderyds församling, var en svensk paleontolog och professor vid Naturhistoriska riksmuseet. 

## Biografi
Stensiö föddes i Stensjö by, varefter han senare tog sitt namn. Efter studentexamen i Linköping 1910 studerade Stensiö vid Uppsala universitet. Förutom geologi och geografi läste han morfologi och jämförande anatomi för Nils von Hofsten och Axel Wirén. Han blev fil. kand. 1912.
Sommaren 1912 ledde Stensiö en expedition till Spetsbergen, där fossila fiskar och urgroddjur från trias insamlades. Ytterligare fem Spetsbergsexpeditioner ägde rum 1913 och 1915–1918. Under åren 1912–1915 bedrev Stensiö medicinstudier vid Karolinska institutet men avbröt dem för att utforska de triasfiskar han insamlat. Detta utmynnade i en doktorsavhandling 1921, som blev epokgörande inom paleontologin genom att triasfiskarna preparerats och studerats med en dittills ouppnådd detaljrikedom. Han utnämndes 1923 till professor och föreståndare för Paleozoologiska avdelningen vid Naturhistoriska riksmuseet. Frånsett en tid som professor i Uppsala 1933–1935 kvarstod Stensiö i denna befattning till pensioneringen 1959.
Stensiös fortsatta forskning inriktades mot fiskar från devon. Han tillämpade bland annat den av William Johnson Sollas uppfunna slipsnittsmetoden, som innebär att välbevarade fossil, främst skallen, slipas ned med täta intervall och varje slipyta fotograferas och avritas exakt. Fossilet blir då förstört, men utifrån serien av slipsnitt kan en tredimensionell modell av vax eller polystyren byggas i lämplig förstoring, som ger information om minsta detalj i anatomin. På detta sätt utforskade Stensiö kraniet hos en rad dåligt kända fossila fiskgrupper såsom pansarhajar, pansarrundmunnar och kvastfeningar.
Stensiö lanserade även den s.k. lepidomorialteorin, enligt vilken tänder och hajarnas placoidfjäll har ett gemensamt ursprung (lepidomorium) Hans anatomiska och taxonomiska studier av pansarhajar och pansarrundmunnar sammanfattades i tre omfattande franska handboksartiklar .
Stensiös vetenskapliga arbeten är avfattade i en auktoritativ stil, rikt illustrerade och ibland monumentala till formen. Han var ledamot av Kungliga Vetenskapsakademien från och med 1927. Genom Erik Stensiös fond bevarar och förvaltar Kungliga Vitterhetsakademien Stensjö by som ett kulturhistoriskt minnesmärke. Fem utdöda fisksläkten bär namn efter Stensiö: Erikaspis Dupret, Goujet & Mark-Kurik 2007, Erikodus Nielsen 1932, Stensioella Broili 1933, Stensionotus Lehman 1952 och Stensiopelta Denison 1951. Även Stensiö Bjerg och Stensiö Plateau på Östgrönland och Stensiöfjället på Svalbard har uppkallats efter honom.